# آکاسیای لاتیفولیا
آکاکیا لاتیفولیا (نام علمی: Acacia latifolia) نام یک گونه از سرده آکاسیا است.